# 御巣鷹山トンネル
御巣鷹山トンネル（おすたかやまトンネル）は、群馬県多野郡上野村と長野県南佐久郡南相木村を結ぶトンネルである。

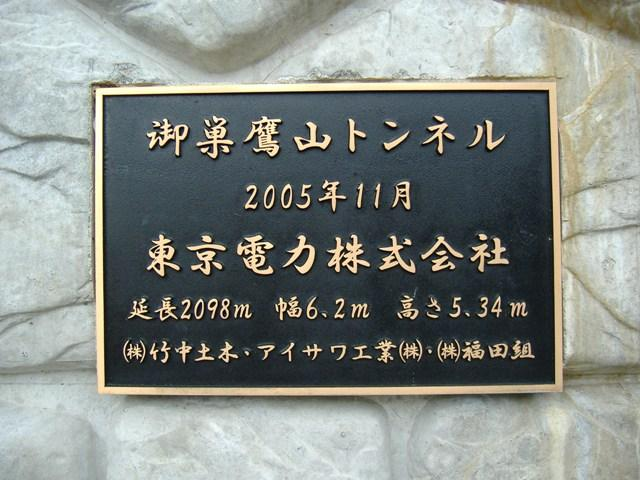
長野側の銘板

## 概要
東京電力が、南佐久郡南相木村と群馬県多野郡上野村で建設した神流川発電所、南相木ダム、上野ダムの建設、保守管理に伴って、1998年（平成10年）に着工、2年の工期と約20億円をかけ、2000年（平成12年）7月に開通した。
延長2098m、幅6.2m、高さ5.34mで、群馬、長野県境を貫いている。
ダム建設中は工事用車両の専用道路とし、完成後は一般開放されるとも言われたが、現在まで東京電力のメンテナンス用としての利用であり、一般車両の通行は禁止されている。